# ジェネ・ダコナム
ジェネ（Djené）こと、ジェネ・ダコナム・オルテガ（Djené Dakonam Ortega  ,  1991年12月31日 - ）は、トーゴ・サバナ州ダパング出身のプロサッカー選手。トーゴ代表。スペイン・プリメーラ・ディビシオンのヘタフェCFに所属している。ポジションはDF。

## 来歴
2009年にベナン・プレミアリーグでプロデビュー。2011年にカメルーンのコトンスポール・ガルアに移籍し、2012年のCAFチャンピオンズリーグに出場。
2014年8月、スペイン・セグンダ・ディビシオンのADアルコルコンと契約。10月26日のレアル・サラゴサ戦で、移籍後初出場。2015年3月23日に2018年までの契約を締結。5月9日のCEサバデル戦で、移籍後初ゴールを決めた。
2016-17シーズンはベルギーのシント＝トロイデンVVでプレー。
2017年7月25日、プリメーラ・ディビシオンに復帰したヘタフェCFと4年契約を締結。8月20日のアスレティック・ビルバオ戦で、移籍後初出場。2018年3月17日のレアル・ソシエダ戦で初ゴールを決めた。

## トーゴ代表
2012年9月8日のガボン戦で、トーゴ代表デビュー。2013年、2017年のアフリカネイションズカップにも出場した。